# 경기도유아체험교육원
경기도교육청남부유아체험교육원(京畿道幼兒體驗敎育院)은 유아의 다양한 체험교육 활동을 통하여 유아기의 전인(全人)발달을 조장하고자 경기도교육청 산하에 설치된 소속기관이다.